# NGC 2567
NGC 2567 (również OCL 708 lub ESO 431-SC3) – gromada otwarta znajdująca się w gwiazdozbiorze Rufy. Odkrył ją William Herschel 4 marca 1793 roku. Jest położona w odległości ok. 5,5 tys. lat świetlnych od Słońca.